# Чуцкаєв Сергій Єгорович
Сергій Єгорович Чуцкаєв (6 березня 1876, село Сугат Камишловського повіту Пермської губернії, тепер Талицького міського округу Свердловської області, Російська Федерація — 1 березня 1944, місто Свердловськ, тепер місто Єкатеринбург, Російська Федерація) — радянський державний і партійний діяч, голова Малої Ради народних комісарів РРФСР, голова виконавчого комітету Далекосхідної крайової ради, повноважний представник СРСР у Монголії. Депутат Всеросійських установчих зборів у 1917 році. Член ВЦВК і ЦВК СРСР. Член Центральної контрольної комісії ВКП(б) у 1923—1927 роках. Кандидат у члени ЦК ВКП(б) у 1927—1934 роках. Член Центральної Ревізійної Комісії ВКП(б) у 1934—1938 роках.

## Життєпис
Народився в родині поштового службовця. З листопада 1891 по серпень 1895 року працював репетитором у Єкатеринбурзі та Камишлові Пермської губернії. У 1895 році закінчив 9-у Єкатеринбурзьку чоловічу гімназію.
З серпня 1895 по 1896 рік навчався в Казанському університеті. У 1896—1897 роках — студент природного відділення фізико-математичного факультету Санкт-Петербурзького університету.
З 1896 року брав участь у діяльності Петербурзького «Союзу боротьби за визволення робітничого класу». У березні 1897 року вперше заарештований за участь у демонстрації. У травні 1897 року знову заарештований і до травня 1898 року перебував у в'язниці попереднього ув'язнення в Санкт-Петербурзі.
У травні 1898 — січні 1901 року — в адміністративному засланні в місіт Камишлові Пермської губернії. Одночасно з серпня 1898 по жовтень 1902 року працював помічником секретаря Камишловської повітової земської управи.
У жовтні 1902 — квітні 1904 року — студент природничого факультету Гейдельберзького університету в Німеччині, навчання не закінчив.
Член РСДРП з серпня 1903 року.
З квітня 1904 по лютий 1905 року був безробітним, хворів та проживав у місті Камишлові.
У лютому 1905 — квітні 1906 року — помічник секретаря Єкатеринбурзької повітової земської управи.
З 1905 року — член Єкатеринбурзького, потім Уральського обласного комітетів РСДРП. У травні 1906 року заарештований і до вересня 1906 року перебував у в'язниці міста Єкатеринбурга.
З вересня 1906 по березень 1907 року — на підпільній революційній роботі в Єкатеринбурзі та Уфі.
У квітні 1907 — січні 1908 року — бухгалтер парового млина в Камишлові.
З січня по грудень 1908 року перебував у в'язниці міста Єкатеринбурга за революційну діяльність.
У січні 1909 — червні 1910 року — бухгалтер парового млина в Камишлові.
У липні 1910 — березні 1911 року займався журналістикою, працював хронікером та секретарем редакції газети «Голос Приуралья» в Челябінську.
У квітні 1911 — серпні 1913 року — помічник секретаря Єкатеринбурзької повітової земської управи.
У вересні 1913 — червні 1915 року — секретар Челябінської повітової земської управи.
У липні 1915 — 1917 року — секретар Оренбурзької губернської земської управи. Брав активну участь у революційних подіях 1917 року на Уралі.
З березня по листопад 1917 року — член Оренбурзького комітету РСДРП(б); помічник Оренбурзького губернського комісара Всеросійського Тимчасового уряду; член Оренбурзького міської ради депутатів і гласний Оренбурзької міської думи.
У листопаді 1917 — липні 1918 року — міський голова Єкатеринбурга; голова Єкатеринбурзької міської ради.
У 1918 році — член Уральської обласної ради; член колегії та заступник голови Уральської обласної надзвичайної комісії (ЧК).
У серпні 1918 — січні 1921 року — заступник народного комісара фінансів Російської РФСР, член колегії Народного комісаріату фінансів РРФСР, член Малої Ради народних комісарів (РНК) РРФСР.
Одночасно, 23 травня 1919 — 3 червня 1920 року — голова Малої Ради народних комісарів (РНК) Російської РФСР.
З 7 лютого 1920 по 1921 рік — голова Сибірського революційного комітету. З лютого 1921 по травень 1922 року — заступник голови Сибірського революційного комітету. У 1921—1922 роках — член Сибірського бюро ЦК РКП(б).
У червні 1922 — квітні 1923 року — член колегії Народного комісаріату фінансів РРФСР.
26 квітня 1923 — 23 травня 1924 року — кандидат у члени Президії Центральної Контрольної Комісії РКП(б).
У квітні 1923 — березні 1927 року — заступник народного комісара робітничо-селянської інспекції СРСР.
2 червня 1924 — 18 грудня 1925 року — кандидат у члени Секретаріату Центральної Контрольної Комісії РКП(б).
2 червня 1924 — 2 грудня 1927 року — член Президії Центральної Контрольної Комісії РКП(б).
У березні 1927 — лютому 1929 року — голова виконавчого комітету Далекосхідної крайової ради.
У березні 1929 — серпні 1933 року — голова Бюджетної комісії та член Президії ЦВК СРСР.
2 вересня 1933 — 9 лютого 1935 року — повноважний представник СРСР у Монголії.
У січні 1935 — січні 1938 року — голова Бюджетної комісії і член Президії ЦВК СРСР. Одночасно в квітні 1935 — липні 1938 року — голова Комітету із землеустрою трудящих євреїв (КомЗЕТ) при Президії Ради національностей ЦВК СРСР.
У серпні 1938 року виключений з ВКП(б) за «грубі політичні помилки», але заарештований не був. З вересня 1938 року жив і працював у місті Камишлові, потім — у місті Свердловську.
Помер у Свердловську 1 березня 1944 року. 
5 травня 1971 року посмертно відновлений в членах партії.